# 深红火把花
深红火把花（学名：Colquhounia coccinea）唇形科火把花属的一种，叶为卵圆形或卵状披针形，长约7～11厘米，宽2.5～4.5厘米，花腋生，聚伞花序，常在侧枝上多数组成侧生簇状，头状至总状花序。产于印度东北部，尼泊尔，不丹和中国西藏南部，生长于海拔2300米的山坡上。